# Odense Håndbold
Odense Håndbold ist ein dänischer Frauenhandballverein aus Odense. Das Damenteam spielt in der höchsten dänischen Spielklasse.

## Geschichte
Der Verein entstand im Jahre 2009 unter dem Namen Odense GOG durch den Zusammenschluss des finanziell angeschlagenen Erstligisten GOG Svendborg TGI und des damaligen Zweitligisten Odense Håndbold. Der Verein übernahm die Erstligalizenz von GOG Svendborg TGI. 2010 später wurde der Verein in Handball Club Odense (kurz HC Odense) umbenannt. Zum Saisonstart 2016/17 nahm der Verein den derzeitigen Namen Odense Håndbold an.
HC Odense nahm in der Saison 2013/14 erstmals an einem europäischen Pokalwettbewerb teil und erreichte das Achtelfinale des Europapokals der Pokalsieger. Eine Saison später schied Odense in der 3. Runde desselben Wettbewerbs aus. In der Spielzeit 2015/16 erreichte die Mannschaft das Viertelfinale im EHF-Pokal. 2018 unterlag Odense im Finale um die dänische Meisterschaft gegen København Håndbold. 2021 gewann Odense erstmals die dänische Meisterschaft. Eine Woche nach dem Meisterschaftsgewinn siegte Odense im nachträglich ausgetragenen dänischen Pokalfinale 2020 gegen den Nykøbing Falster Håndboldklub mit 32:26. In der Saison 2021/22 verteidigte Odense Håndbold erfolgreich die Meisterschaft. Im Jahr 2025 gewann Odense zum dritten Mal die Meisterschaft.

## Saison 2025/26

### Kader
| Nr. | Nationalität   | Name                     | Position |
| --- | -------------- | ------------------------ | -------- |
| 12  | Dänin          | Andrea Nørklit Jørgensen | TW       |
| 16  | Dänin          | Althea Reinhardt         | TW       |
| 38  | Niederländerin | Yara ten Holte           | TW       |
| 3   | Norwegerin     | Maren Nyland Aardahl     | KM       |
| 8   | Norwegerin     | Helene Fauske            | RM       |
| 10  | Dänin          | Anna Grundtvig           | LA       |
| 11  | Norwegerin     | Tina Abdulla             | RA       |
| 20  | Spanierin      | Lysa Tchaptchet Defo     | KM       |
| 21  | Norwegerin     | Ingvild Bakkerud         | RL       |
| 22  | Norwegerin     | Ragnhild Valle Dahl      | RL       |
| 23  | Dänin          | Elma Halilcevic          | LA       |
| 27  | Dänin          | Louise Burgaard          | RR       |
| 28  | Dänin          | Clara Skyum Thomsen      | RR       |
| 32  | Dänin          | Mie Højlund              | RM       |
| 33  | Norwegerin     | Thale Rushfeldt Deila    | RM       |
| 34  | Dänin          | Andrea Hansen            | RA       |
| 44  | Niederländerin | Nikita van der Vliet     | KM       |
| 51  | Tschechin      | Markéta Jeřábková        | RM       |
|     | Deutsche       | Viola Leuchter           | RR       |

## Bekannte ehemalige Spielerinnen
- Lois Abbingh
- Deonise Cavaleiro
- Nycke Groot
- Nathalie Hagman
- Katrine Lunde Haraldsen
- Elisabeth Pinedo
- Tess Wester
- Pearl van der Wissel